# Sphaerosporium lignatile
Sphaerosporium lignatile är en svampart som beskrevs av Schwein. 1832. Sphaerosporium lignatile ingår i släktet Sphaerosporium, divisionen sporsäcksvampar och riket svampar.   Inga underarter finns listade i Catalogue of Life.